# All Bad
«All Bad» (укр. Все погано) — сингл канадського співака Джастіна Бібера, випущений 11 листопада 2013 року. Пісня стала шостим треком із серії Бібера «Музичні понеділки», що вийшла після «Heartbreaker» (7 жовтня 2013), «All That Matters» (14 жовтня), «Hold Tight» (21 жовтня), «Recovery» (28 жовтня) та «Bad Day» (4 листопада). Бібер випускав новий сингл щотижня протягом 10 тижнів з 7 жовтня по 9 грудня 2013 року.

## Трек-лист
| Цифрове завантаження | Цифрове завантаження | Цифрове завантаження |
| #                    | Назва                | Тривалість           |
| -------------------- | -------------------- | -------------------- |
| 1.                   | «All Bad»            | 3:02                 |

## Чарти
| Чарт (2013)                               | Найвища позиція |
| ----------------------------------------- | --------------- |
| Австрія (Ö3 Austria Top 75)               | 45              |
| Бельгія (Ultratop Flanders)               | 23              |
| Бельгія Urban (Ultratop Flanders)         | 6               |
| Бельгія (Ultratop Wallonia)               | 29              |
| Канада (Canadian Hot 100)                 | 26              |
| Данія (Tracklisten)                       | 2               |
| Франція (SNEP)                            | 55              |
| Німеччина (Official German Charts)        | 61              |
| Ірландія (IRMA)                           | 24              |
| Нідерланди (Mega Single Top 100)          | 14              |
| Іспанія (PROMUSICAE)                      | 22              |
| Велика Британія (Official Charts Company) | 34              |
| США (Billboard Hot 100)                   | 50              |